# Дивовижна неділя
Дивне неділю (чеськ. V šest ráno na letišti) — радянсько-чехословацький дитячий художній фільм 1957 року. Більшість ролей виконали радянські актори.

## Сюжет
Вранці 28 липня 1957 року празькі піонери проводжають своїх співвітчизників в Москву на відкриття VI Всесвітнього фестивалю молоді. Серед них хлопчик на ім'я Пепічек (зменшувальне від Йозеф), який пробирається на борт радянського Ту-104, і залишившись непоміченим, відлітає до Москви. Коли його присутність виявляється, командир корабля вичитує хлопчику і обіцяє ввечері відправити назад, проте, потім пробачає йому і показує йому кабіну й прилади літака. Тим же рейсом летить громадянин з валізкою. У Внуково громадянин упускає чемоданчик, і Пепічек, бажаючи його повернути, намагається наздогнати громадянина, але той їде. Разом з групою радянських піонерів Пепічек їде в місто. Там він зустрічає російського хлопчика Мішу, який спочатку запрошує його до себе додому, а потім намагається допомогти знайти власника валізи. По телефону вони з'ясовують, що той зупинився в готелі «Україна». Хлопчики приїжджають в готель, і випадково відкривають валізу, в якій виявляються коштовності і пістолет. Вирішивши, що громадянин є диверсантом, вони намагаються оповістити міліціонера, але громадянин з'являється, відбирає валізу і їде на автобусі для учасників фестивалю. Герої намагаються вистежити диверсанта, для чого сідають у таксі, але в середині поїздки розуміють, що у них не вистачить грошей, тому тікають. Таксист кудись телефонує і дізнається, що Пепічка розшукують. Хлопчики тим часом шукають диверсанта, попутно дивлячись на Москву — вони відвідують ВДНГ, катаються на метро, пливуть повз Кремля на прогулянковому кораблі, і нарешті, потрапляють в парк Горького. Там вони бачать виступ «диверсанта», який насправді опиняється ілюзіоністом, а пістолет і коштовності несправжні і потрібні йому для фокусів. На ВДНГ їх знову зустрічає таксист, який повідомляє їм, що Пепічка щосили розшукують, і відвозить в аеропорт, де його чекає вже знайомий екіпаж Аерофлоту. Пепічек прощається з таксистом і Мішею, який дарує йому свій кашкет, а Пепічек віддає йому свої марки. Прилетівши назад до Праги, він, втомлений, лягає спати. Його брат, повернувшись з роботи, знаходить подарований кашкет, а включивши телевізор, бачить кадри з фестивалю, де також миготить Пепічек. Фільм закінчується документальними кадрами з відкриття фестивалю, закадровий голос розповідає про дружбу народів.

## У ролях
- Томаш Седлачек — Пепічек
- Володимир Сілуянов — Міша
- Мирослав Гомола — фокусник
- Яна Дітетова — чехословацька кореспондентка
- Марк Бернес — командир Ту-104
- Василь Нещипленко — другий пілот
- Юрій Саранцев — бортінженер
- Лілія Юдіна — стюардеса
- Ельза Леждей — стюардеса
- Юрій Легков — бортрадист
- Микола Яхонтов — штурман
- Микола Крючков — таксист
- Віктор Уральський — контролер на ВДНГ
- Станіслав Фішер — брат Пепічка

## Знімальна група
- Режисер — Ченек Дуба
- Сценаристи — Георгій Гуліа, Ота Хофман
- Оператори — Яромир Голпух, Станіслав Милота
- Композитор — Анатолій Лєпін
- Художник — Л. Шкуга